# Gave d’Oloron
A Gave d’Oloron folyó Franciaország területén, a Gaves réunis egyik alkotója.

## Földrajzi adatok
Pyrénées-Atlantiques megyében ered a Pireneusokban, és Peyrehorade-nál egyesül a Gave de Pau-val. Hossza 148,8 km.

## Megyék és városok a folyó mentén
- Pyrénées-Atlantiques: Oloron-Sainte-Marie, Navarrenx, Sauveterre-de-Béarn
- Landes: Sorde-l’Abbaye

Mellékfolyói a Vert, Joss, Saison, Gave de Mauléon, Escou, Auronce és Saleys.